# 霍斯特·西塔
霍斯特·西塔（德語：Horst Sitta，1936年5月5日—2020年5月25日），德国语言学家，苏黎世大学教授。

## 生平
1936年生于蘇台德地區特普利采-沙诺夫。先后在米谢尔恩、海尔布隆等地求学。1955年入读蒂宾根大学德语语言文学专业，1960年通过德国国家考试后在斯图加特的中学担任德语、拉丁语和希腊语教师。1966年入亚琛工业大学日耳曼研究所担任初级研究员。1971年获特许任教资格。1972年受聘为亚琛工业大学教育學系德语教授。1976年转任瑞士苏黎世大学教授，2002年退休，成为名誉教授。2008年至2013年，任博尔扎诺自由大学特聘教授。长期从事德语语法和教学法研究工作。是国际德语正写法委员会成员。2020年5月25日在黑利伯格逝世。